# Karl Koch (botanist)
Karl Heinrich Emil Koch (n. 6 iunie 1809, Ettersburg, Confederația Rinului, Germania – d. 25 mai 1879, Berlin, Imperiul German) a fost un botanist german, specializat în dendrologie și pomologie. El a făcut cercetări masive asupra florei caucaziene și din partea de vest a țărmului Mării Caspice. 

## Lucrări
- Wanderungen im Oriente, 1846.
- Hortus dendrologicus, 1853–1854.
- Dendrologie, 1869-1873.
- Die deutschen Obstgehölze, 1876.